# Digital Mars
Digital Mars é uma empresa de desenvolvimento de software dos Estados Unidos que produz compiladores para C e C++, assim como utilitários para ambientes de desenvolvimento integrado. Seu foco são as plataformas Microsoft Windows e DOS. É propriedade de Walter Bright, um programador conhecido pela criação e desenvolvimento da linguagem de programação D. A linguagem também proporcionou à empresa mais reconhecimento na comunidade de desenvolvimento de software.
O compilador C era conhecido como Datalight C, então Zorland C e posteriormente Zortech C. O compilador C++ já era conhecido como Zortech C++ (o primeiro compilador C++ comercial para a plataforma Microsoft Windows), então Symantec C++ e atualmente Digital Mars C++ (DMC++).